# 胡添锡
胡添锡，明朝人，是一名明朝政治人物。
胡添锡曾于接替徐恭任漳州府知府一职，洪武间（1368年至1398年）由王仲谦接任。